# ДЮСШ-15 (Київ)
Ко́мплексна дитя́чо-юна́цька спорти́вна шко́ла № 15 м. Ки́єва — державний позашкільний навчальний заклад спортивного профілю, заснований в 1992 році. Головний адміністративний корпус знаходиться за адресою: м. Київ, вул. Героїв Маріуполя, 7-А. В ДЮСШ-15 проводиться підготовка з 5-ти видів спорту: гірськолижний спорт, лижні перегони, велоспорт-шосе, біатлон, футбол.
Підтримання та експлуатація спортивної бази здійснюється за рахунок фінансування школи з бюджету Голосіївського району м. Києва, надходжень від платних послуг та благодійних внесків спонсорів. Останнім часом державне фінансування спорту вкрай нестабільне, що ускладнює підготовку спортсменів. Спортивні зали СШ № 220, № 227 та № 260 використовуються для тренувань дітей, юнаків та молоді узимку (відділення футболу), а в СШ № 122 та № 236 розташовані бази відділення лижних перегонів, у СШ № 116 — база гірськолижників.

## Вихованці школи
Загальна кількість вихованців ДЮСШ-15 становить 720 учнів (51 група). Кількість тренерів становить: 34 особи, в тому числі заслужені тренери України Кочубинський С. О., Пасєка О. М. 19 вихованців ДЮСШ-15 входять до складу збірних команд України з наведених нижче видів спорту:
- гірськолижний спорт: 14 чол. (6 штатних, 2 кандидати, 6 резерв), тренери Брюханов Б., Брюханова О.;
- лижні перегони: 2 чол. (1 кандидат, 1 резерв), тренер Назаров А. М.;
- футбол: 3 чол., тренери Кочубинський С. О., Канавський Р. М., Дерипапа О. В., Пасєка О. М.

50% вихованців школи мають юнацькі розряди, 20% — 1 розряд, 2% — КМС, 1% — МС. Вихованці школи виступали на літніх Олімпійських іграх, а саме: Густов Володимир (велоспорт-шосе), Яроцька Ірина (гімнастика), та зимових Олімпійських іграх — Сипаренко Юлія (гірськолижний спорт), Фещук Ростислав (гірськолижний спорт).
У 2007 році ДЮСШ-15 визнана однією з найкращих спортивних шкіл України, як в зимових, так і в літніх видах спорту.

## Футбол
Спорткомплекс «Теремки-2», вул. Героїв Маріуполя, 7-А. Працюють 18 тренерів.
У відділенні футболу займаються діти шкільного віку починаючи з 8-ми років і старші, які грають в командах U-9, U-10, U-11, U-12, U-13, U-14, U-15, U-16, U-17 та U21 (тобто не старші відповідного віку, зазначеного цифрою). Також в школі існують групи загальнофізичної підготовки для молодших дітей (до 8-ми років). Деякий час в школі існувала також доросла команда, яка виступала в Першості м. Києва, однак її наявність була визнана недоцільною. Заняття проводяться в спорткомплексі по вул. Героїв Маріуполя, 7-А (Теремки-2), де знаходиться двоповерхова адміністративна будівля, яка містить п'ять роздягалень, дві з них — з душовими кімнатами й туалетами, дві сауни, тренажерний зал, кабінет лікаря, клас теоретиченої підготовки, буфет-їдальня та інші адміністративні приміщення. Там також розташовані футбольні поля та майданчики зі штучним покриттям (школа не має полів з натуральним газоном):
- Стандартне поле 100×67м
- Мале поле 64×25м
- Майданчик 36×20м
- Майданчик 25×12м

Команди спортшколи беруть участь у Першості і Кубках м. Києва з футболу, а також в різноманітних турнірах в Україні і за кордоном. В сезоні 2006—2007 рр. в загальному заліку ДЮСШ-15 посіла 1-ше місце в Першості м. Києва з футболу. За підсумками сезону 2011 року ДЮСШ-15 завоювала дев'ять призових місць у першості Києва з футболу серед команд різних ліг та вікових категорій та друге загальнокомандне місце. Спортшкола відмовилася від виступів своїх команд у Дитячо-юнацькій футбольній лізі України у зв'язку із недостатністю фінансування і відсутністю коштів для переїздів. Деякі з вихованців ДЮСШ-15 виступали в Дитячо-юнацькій футбольній лізі України за інші клуби.
Головна мета відділення футболу — виховання кваліфікованих футболістів. Майже кожного року вихованці школи підписують професійні контракти з клубами Прем'єр-ліги, 1-ї та 2-ї ліг. Відомі вихованці відділення футболу:
- Жураховський Ігор[6] — Металург (Запоріжжя)
- Іщенко Микола[7] — Карпати (Львів), Шахтар (Донецьк), у складі ФК «Шахтар» здобув Кубок УЄФА 2008—2009 року
- Прийма Василь[8] — Металург (Донецьк)
- Крилюк Людвіг[9] — Металіст (Харків), Рось (Біла Церква)
- Вечурко Микола[10] — Ворскла (Полтава), Арсенал (Київ)
- Саливон Денис[11] — Чорноморець (Одеса)
- Бондаренко Олександр[12] — Оболонь (Київ)
- Волков Олександр[13] — Зоря (Луганськ)
- Шеліхов Денис[14] — Дніпро (Дніпропетровськ), Волинь (Луцьк)
- Циркуненко Павло[15][16] — Волинь (Луцьк)
- Войцеховський Владислав[17] — Дніпро (Дніпропетровськ)
- Сікорський Ігор[18] — Сталь (Алчевськ), Зоря (Луганськ)
- Солдат Ігор[19] — Сталь (Алчевськ)
- Шматоваленко Сергій[20] — Динамо (Київ), Зірка (Кіровоград)
- Лугачов Єгор[21] — «Спартак» (Москва), Арсенал (Київ)
- Оразсахедов Вахит — «Рубін» (Казань), збірна Туркменістану з футболу
- Денис Ситнік[22] — «Вестманнаейя» (Ісландія), «Петролул» (Плоєшті, Румунія)
- Євген Копил[23] — «Заглембе» (Любін)

Вихованці спортшколи — гравці національної, молодіжної та юнацьких збірних України з футболу:
- Жураховський Ігор
- Іщенко Микола
- Прийма Василь
- Лугачов Єгор
- Шматоваленко Сергій
- Процюк Олександр[24]
- Банасевич Максим[25]
- Шилова Аліна (WU-17, WU-19)[26]

## Гірськолижний спорт
Тренери: Брюханов Борис Аркадійович, Борисенко Олексій Сергійович, Брюханова Олена Володимирівна.
Вихованці
- Сипаренко Юлія[28] — майстер спорту України міжнародного класу, чемпіонка України 1997—2005 рр., учасниця чемпіонату світу 1997 р. (Сестрієре, Італія), 2001 р. (Санкт-Антон, Австрія), 2003 р. (Санкт-Моріц, Швейцарія), 2005 р. (Борміо, Італія), учасниця зимових Олімпіад у Солт-Лейк-Сіті (США) і Торіно (Італія);
- Фещук Ростислав[4] — учасник Олімпійських Ігор у Ванкувері 2010 року та чемпіон України з гірськолижного спорту 2009 року, призер міжнародних змагань.
- Тимченко Роксана[29] — переможець Кубка України 2010 року.

Призери Чемпіонату України серед юнаків та дівчат 2010 року: Щирба Катерина, Горбунова Анастасія, Дядюша Наталія, Некрутенко Владислав.
Усі спортсмени входять до складу національної та молодіжної збірної України.
У сезоні 2007—2008 років команда гірськолижників стала переможцем III зимових ігор України, а Тимченко Роксана — абсолютною переможницею. Команда гірськолижників ДЮСШ-15 виграла фінальні змагання Чемпіонату України. Призерами та переможцями змагань стали: Тимченко Роксана, Ленчик Костянтин, Фещук Ростислав, Растворов Григорій, Слатвицька Олександра.

## Лижні перегони
Тренери: Назаров Анатолій Михайлович, Назарова Ірина Олексіївна, Ковригін А. В.
Вихованці:
- Яременко Костянтин[33] — переможець Чемпіонату України серед юнаків 2010 року;
- Папченко Катерина — призер зимових спортивних ігор молоді України 2008 року, призер Чемпіонату України серед юніорів — 2009 рік, призер Кубка України — 2010 рік.

Призери юнацьких змагань 2010 року: Астахова Анастасія, Наугольний Назарій, Павлюк Анна. На Першості України серед спортивних шкіл з лижних перегонів призерами стали: Папченко Катерина, Фідак Анастасія, Андрєєва Тетяна, Кулєш Марина, Пишняк Аліса, Могильний Володимир. На міжнародних змаганнях у Польщі серед спортивних клубів Папченко Катерина стала призером.
У зимовий період у вихідні дні працює прокат лиж.
У червні 2010 року Прокуратура м. Києва опротестувала рішення Київської міської ради № 161/1217 від 02.04.09 в частині включення до списку приватизації будівель ДЮСШ № 15, що розміщені по вул. Ягідна, 2 у м. Києві (нежила будівля та споруди зі спортивним майданчиком та велобазою), оскільки воно було прийнято з порушенням вимог Конституції України, Законів України «Про освіту» та «Про позашкільну освіту», яким заборонено вилучення майна позашкільних закладів та подальша його приватизація.

## Велоспорт-шосе
Тренер: Яблонський Г. А.
Вихованці: Касьянов Олексій — чемпіон України серед юніорів 2009 року, Орлов Андрій — переможець літніх спортивних ігор молоді України 2010 року, Орлов Артем — призер Чемпіонату України серед юнаків — 2010 року. Ці спортсмени — члени молодіжної збірної України з велоспорту на шосе.
Вихованці відділення виступали на літніх Олімпійських іграх:
- Густов Володимир

## Теніс
Тренери: Редванова Т. В., Бондаренко Н. В.
Вихованці: Сергієнко Сергій — призер Чемпіонату України серед юнаків до 16 років у парному розряді 2010 року, призер чемпіонату України в 2009 році, Іваниченко Євгенія — переможниця Чемпіонату України серед дівчат до 14 років у парному розряді 2010 року, призер міжнародних змагань у Болгарії 2010 року. Призери юнацьких турнірів: Редванов Антон, Бондаренко Іван.